# 大河内村 (三重県)
大河内村（おかわちむら）は三重県飯南郡にあった村。現在の松阪市の中部、阪内川の中流域、伊勢自動車道と国道166号の交点周辺にあたる。

## 地理
- 山岳：堀坂山、白猪山、大明神山
- 河川：阪内川、勢津川

## 歴史
- 1889年（明治22年）4月1日 - 町村制の施行により、飯高郡坂内村・辻原村・大河内村・笹川村・矢津村・勢津村・桂瀬村および山室村の一部の区域をもって大河内村が発足。
- 1896年（明治29年）4月1日 - 所属郡が飯南郡に変更。
- 1957年（昭和32年）10月1日 - 松阪市に編入。同日大河内村廃止。

## 交通

### 道路
- 国道166号

現在は旧村域を伊勢自動車道が通過するが、当時は未開通。

## 名所・旧跡・観光スポット・祭事・催事
- 大河内城